# 青岛公交21路线
青岛公交21路线，是青岛市胶州湾东岸城区的一条公交线。该路线自1974年开通运营，途经市南区和市北区。

## 路线走向
21路线是团岛站经开封路站返回团岛站的环行线，但实际为上下行路线大体对称的往返线（但副站不清客）。下面按照团岛站至开封路站的往返线进行表示。
- 下行：途经四川路、莘县路、冠县路、新疆路、陵县支路、包头路、黄台路、辽宁路、华阳路、内蒙古路、杭州路立交桥、杭州路、宣化路、金华路、金华支路、大沙路、大沙支路。
- 上行：途经开封路、四流南路、金华路、宣化路、杭州路、杭州路立交桥、内蒙古路、华阳路、辽宁路、包头路、商河路、陵县支路、新疆路、冠县路、莘县路、四川路。[參⁠ 2][參⁠ 3][參⁠ 1]

## 停车站点
21路线是团岛站经开封路站返回团岛站的环行线，但实际为上下行路线大体对称的往返线（但副站不清客）。下表按照团岛站至开封路站的往返线进行表示。本路线共设置25个停车站点，其中8个仅单方向停靠（含4个单向站）。
| 序号 | 站名             | 下行                                                       | 下行              | 上行                          | 上行                      | 换乘地铁         | 备注     |
| 序号 | 站名             | 停车                                                       | 站位              | 停车                          | 站位                      | 换乘地铁         | 备注     |
| ---- | ---------------- | ---------------------------------------------------------- | ----------------- | ----------------------------- | ------------------------- | ---------------- | -------- |
| 1    | 团岛站           | 快进的向下双箭头图形 · 公共汽车的图形                      | 四川路/台西纬四路 | 向上箭头图形 · 公共汽车的图形 | 四川路/台西纬四路         | 贵州路站（1）    |          |
| 2    | 东平路站         | 快进的向下双箭头图形 · 公共汽车的图形                      | 四川路/巨野路     | 向上箭头图形 · 公共汽车的图形 | 四川路/巨野路             | 青岛轮渡站（2）  |          |
| 3    | 菏泽路站         | 向下箭头图形 · 公共汽车的图形                              | 莘县路/菏泽二路   | 向上箭头图形 · 公共汽车的图形 | 莘县路/菏泽二路           |                  |          |
| 4    | 小港站           | 向下箭头图形 · 公共汽车的图形                              | 冠县路/小港一路   | 向上箭头图形 · 公共汽车的图形 | 冠县路/小港一路           | 小港站（2）      |          |
| 5    | 新疆路小港二路站 | 快进的向下双箭头图形 · 公共汽车的图形                      | 新疆路/小港二路   | 向上箭头图形 · 公共汽车的图形 | 新疆路/小港二路           |                  |          |
| 6    | 包头路小学站     |                                                            |                   | 向上箭头图形 · 公共汽车的图形 | 包头路/陵县支路           |                  | 单向站   |
| 7    | 淄川路站         | 向下箭头图形 · 公共汽车的图形                              | 包头路/淄川路     |                               |                           | 泰山路站（2、4） | 单向站   |
| 8    | 科技街站         | 快进的向下双箭头图形 · 公共汽车的图形                      | 辽宁路/章丘路     | 向上箭头图形 · 公共汽车的图形 | 辽宁路/桓台路             | 泰山路站（2、4） |          |
| 9    | 华阳路站         | 快进的向下双箭头图形 · 公共汽车的图形                      | 华阳路/安丘路     | 向上箭头图形 · 公共汽车的图形 | 华阳路/安丘路             |                  |          |
| 10   | 埕口路站         | 向下箭头图形 · 公共汽车的图形                              | 华阳路/昌邑路     | 向上箭头图形 · 公共汽车的图形 | 华阳路/昌邑路             | 昌邑路站（4）    |          |
| 11   | 长春路站         | 快进的向下双箭头图形 · 公共汽车的图形                      | 内蒙古路/长春路   | 向上箭头图形 · 公共汽车的图形 | 内蒙古路/长春路           | 内蒙古路站（4）  |          |
| 12   | 内蒙古路长途站   | 向下箭头图形 · 公共汽车的图形                              | 内蒙古路/长春路   | 向上箭头图形 · 公共汽车的图形 | 内蒙古路/沈阳路           | 内蒙古路站（4）  |          |
| 13   | 青岛六十六中站   | 快进的向下双箭头图形 · 公共汽车的图形                      | 杭州路/海岸路     | 向上箭头图形 · 公共汽车的图形 | 杭州路/海岸路             |                  |          |
| 14   | 杭州路四方站     | 向下箭头图形 · 公共汽车的图形                              | 杭州路/嘉兴路     | 向上箭头图形 · 公共汽车的图形 | 杭州路/嘉兴路             |                  |          |
| 15   | 四方小学站       | 快进的向下双箭头图形 · 公共汽车的图形                      | 杭州路/永乐路     | 向上箭头图形 · 公共汽车的图形 | 杭州路/居仁路             |                  |          |
| 16   | 宣化路站         | 快进的向下双箭头图形 · 公共汽车的图形                      | 金华路/宣化路     | 向上箭头图形 · 公共汽车的图形 | 金华路/瑞昌路             |                  |          |
| 17   | 瑞安路南站       | 向下箭头图形 · 公共汽车的图形                              | 金华路/瑞安路     | 向上箭头图形 · 公共汽车的图形 | 金华路/瑞安路             |                  |          |
| 18   | 金沙路站         | 向下箭头图形 · 公共汽车的图形                              | 金华路/新昌路     | 向上箭头图形 · 公共汽车的图形 | 金华路/金沙路             |                  |          |
| 19   | 湖清路东站       | 快进的向下双箭头图形 · 公共汽车的图形                      | 金华支路/湖清路   |                               |                           |                  | 单向站   |
| 20   | 水清沟站         |                                                            |                   | 向上箭头图形 · 公共汽车的图形 | 四流南路/河清路           |                  |          |
| 21   | 大沙路站         | 快进的向下双箭头图形 · 公共汽车的图形                      | 大沙支路/大沙路   |                               |                           |                  |          |
| 22   | 大沙支路站       | 向下箭头图形 · 公共汽车的图形                              | 大沙支路/开平路   |                               |                           |                  | 单向站   |
| 23   | 中心医院站       |                                                            |                   | 向上箭头图形 · 公共汽车的图形 | 四流南路/中心医院西门辅路 |                  |          |
| 24   | 四流南路站       |                                                            |                   | 向上箭头图形 · 公共汽车的图形 | 开封路/四流南路           |                  |          |
| 25   | 开封路站         | 快进的向下双箭头图形 · 向下右拐弯箭头图形 · 公共汽车的图形 | 大沙支路/开丰路   | 向右上拐弯箭头图形            |                           |                  | 中途副站 |

## 运营时间
以下均为当地时间（UTC+8）为准。
- 团岛站（主站）：4:30-22:00
- 开封路站（中途副站）：约5:15-22:45

## 票制票价
本路线车辆均为普通车，无人售票一票制。每人次投币CNY ¥ 1。

## 特色服务

### 互联网+公交快车
21路线工作日下班高峰时段开通“互联网+”公交，只停靠客流集中的12个站点，以缩短运行时间。快车运行时，车辆前挡风玻璃处放置“互联网+公交快车”标牌。
- 晚：团岛站17:10发出下行车1班次。

## 註解
1. ↑  在不限于本路线的情况下，无同名相反方向行车的站点
2. ↑   註: